# Bois-Colombes (stanice metra v Paříži)
Bois-Colombes je plánovaná stanice pařížského metra na lince 15, která se bude nacházet v obci Bois-Colombes v departementu Hauts-de-Seine. Její otevření je plánováno na rok 2031. Umožní spojení s linkou J Transilien přes stanici Bois-Colombes.

## Poloha
Stanice bude umístěna pod Place de la Résistance v Bois-Colombes. Přístup bude zajištěn z povrchu i spojovacím tunelem z nástupišť sousední stanice.